# Siusi-Tapuya
Siusi-Tapuya (Siusi, Seuci, Siusí, Siusi-tapuya, Siusy-Tapuya, Siuci-Tapuya, Siuci, Siusi-Tapúya), jedna od lokalnih skupina Baníwa do Içana Indijanaca iz brazilske države Amazonas, sjeverno od Amazone. 
Siusi-Tapuya su govorili posebnim jezikom (siusi), članom porodice Arawakan. Walipéri-dákenai ili Waliperedakenai prema Ribeiru (1967) nisu im identični i navodi ih zajedno na istom popisu, kako se to negdje navodi, nego tek srodni kao i ostalim Baníwa skupinama s rijeka Içana i Ayarí. Prema SIL-u (1983.) Siusi su imali 403 govornika. 